# Marek Mintál
Marek Mintál (Žilina, 2 settembre 1977) è un allenatore di calcio ed ex calciatore slovacco, di ruolo centrocampista o attaccante.

## Caratteristiche tecniche
Seconda punta, Mintál poteva giocare anche come trequartista dietro le punte.

## Carriera

### Giocatore

#### Club

##### Žilina
Cresciuto nello Žilina, approda in prima squadra nel 1996. Nella stagione 1998-1999 è il miglior marcatore del club con 11 centri. Nel 2002 mette a segno 21 gol, vince il titolo di capocannoniere e il campionato slovacco. Nell'annata seguente, Mintál firma 20 gol e, assieme al compagno di squadra Martin Fabuš, vince sia la classifica marcatori sia il campionato slovacco. In Champions, Mintál scende in campo da capitano e la squadra esce eliminata 4-1 dagli svizzeri del Basilea.

##### Norimberga
Durante la sua permanenza in Germania è soprannominato il fantasma per la capacità di passare inosservato dalle difese avversarie. Arriva al Norimberga nell'estate del 2003. Esordisce il 4 agosto 2003 in Karlsruhe-Norimberga 2-3, giocando tutta la partita. Alla sua prima stagione realizza 18 reti vincendo la classifica marcatori della Zweite Bundesliga.
Trascina il Norimberga alla promozione in Bundesliga con due giornate di anticipo. Esordisce in Bundesliga il 7 agosto 2004 in Kaiserslautern-Norimberga 1-3 giocando per 89' sostituito da Marek Nikl. Nel 2005 riesce a portare alla salvezza il Norimberga siglando 24 delle 55 reti dei rossoneri, che consentono allo slovacco d'imporsi nella classifica capocannonieri del campionato. Giunge terzo assieme a Samuel Eto'o nella classifica per la Scarpa d'oro 2005.
Nella Coppa di Germania 2006-2007, 25 anni dopo l'ultima volta, il Norimberga arriva in finale di DFB-Pokal: lo Stoccarda in finale passa in vantaggio con Cacau, al quale replica Mintál al 28'. Sette minuti dopo, s'infortuna ed è sostituito da Jan Polák. Ai supplementari il Norimberga vince la quarta coppa nazionale della sua storia per 3-2. Nel 2008 il club retrocede in seconda categoria: in questa stagione Mintál s'infortuna l'8 febbraio 2008, rimanendo indisponibile per un paio di settimane. In seconda divisione, Mintál sigla 16 reti, vince il titolo marcatori e riporta la sua squadra in Bundesliga, segnando anche una rete nello spareggio promozione/retrocessione contro l'Energie Cottbus.

#### Nazionale
Con la Nazionale slovacca ha militato dal 2002 al 2009. Ha rifiutato la convocazione del CT Vladimir Weiss per il Mondiale del 2010, confermando così la propria decisione di abbandonare la Nazionale, all'età di 32 anni. Con 14 reti è uno dei migliori marcatori della selezione slovacca.

### Allenatore
Il 7 giugno 2022, in seguito alla clamorosa sconfitta casalinga in UEFA Nations League 2022-2023 della Slovacchia contro il Kazakistan, la Federazione slovacca decide l'esonero del commissario tecnico Štefan Tarkovič e lo nomina ad interim alla guida della nazionale balcanica, per i restanti impegni stagionali, in coppia con Samuel Slovák.

## Statistiche
Tra club e Nazionale, Mintál ha giocato globalmente più di 492 partite segnando più di 181 reti, alla media di 0,37 gol a partita.

### Presenze e reti nei club
| Stagione          | Squadra           | Campionato        | Campionato | Campionato | Coppe nazionali | Coppe nazionali | Coppe nazionali | Coppe continentali | Coppe continentali | Coppe continentali | Altre coppe | Altre coppe | Altre coppe | Totale | Totale |
| Stagione          | Squadra           | Comp              | Pres       | Reti       | Comp            | Pres            | Reti            | Comp               | Pres               | Reti               | Comp        | Pres        | Reti        | Pres   | Reti   |
| ----------------- | ----------------- | ----------------- | ---------- | ---------- | --------------- | --------------- | --------------- | ------------------ | ------------------ | ------------------ | ----------- | ----------- | ----------- | ------ | ------ |
| 1996-1997         | Žilina            | SL                | 9          | 3          | CS              | ?               | ?               | -                  | -                  | -                  | -           | -           | -           | 9+     | 3+     |
| 1997-1998         | Žilina            | SL                | 28         | 2          | CS              | ?               | ?               | -                  | -                  | -                  | -           | -           | -           | 28+    | 2+     |
| 1998-1999         | Žilina            | SL                | 28         | 11         | CS              | ?               | ?               | -                  | -                  | -                  | -           | -           | -           | 28+    | 11+    |
| 1999-2000         | Žilina            | SL                | 29         | 12         | CS              | ?               | ?               | -                  | -                  | -                  | -           | -           | -           | 29+    | 12+    |
| 2000-2001         | Žilina            | SL                | 27         | 7          | CS              | ?               | ?               | -                  | -                  | -                  | -           | -           | -           | 27+    | 7+     |
| 2001-2002         | Žilina            | SL                | 34         | 21         | CS              | ?               | ?               | -                  | -                  | -                  | -           | -           | -           | 34+    | 21+    |
| 2002-2003         | Žilina            | SL                | 31         | 20         | CS              | ?               | ?               | UCL                | 2                  | 0                  | -           | -           | -           | 33+    | 20+    |
| Totale Žilina     | Totale Žilina     | Totale Žilina     | 188        | 77         |                 | ?               | ?               |                    | 2                  | 0                  |             | -           | -           | 190+   | 77+    |
| 2003-2004         | Norimberga        | 2L                | 31         | 18         | CG              | 2               | 0               | -                  | -                  | -                  | -           | -           | -           | 33     | 18     |
| 2004-2005         | Norimberga        | BL                | 34         | 24         | CG              | 1               | 1               | -                  | -                  | -                  | -           | -           | -           | 35     | 25     |
| 2005-2006         | Norimberga        | BL                | 4          | 1          | CG              | 1               | 1               | -                  | -                  | -                  | -           | -           | -           | 5      | 2      |
| 2006-2007         | Norimberga        | BL                | 13         | 1          | CG              | 4               | 2               | -                  | -                  | -                  | -           | -           | -           | 17     | 3      |
| 2007-2008         | Norimberga        | BL                | 31         | 5          | CG+CdL          | 2+1             | 0+0             | CU                 | 6                  | 3                  | -           | -           | -           | 40     | 8      |
| 2008-2009         | Norimberga        | 2L                | 28         | 16         | CG              | 2               | 0               | -                  | -                  | -                  | -           | -           | -           | 30     | 16     |
| 2009-2010         | Norimberga        | BL                | 22         | 1          | CG              | 2               | 0               | -                  | -                  | -                  | -           | -           | -           | 24     | 1      |
| 2010-2011         | Norimberga        | BL                | 17         | 0          | CG              | 3               | 0               | -                  | -                  | -                  | -           | -           | -           | 20     | 0      |
| Totale Norimberga | Totale Norimberga | Totale Norimberga | 180        | 66         |                 | 18              | 4               |                    | 6                  | 3                  |             | -           | -           | 204    | 73     |
| 2011-2012         | Hansa Rostock     | 2L                | 24         | 6          | CG              | 1               | 0               | -                  | -                  | -                  | -           | -           | -           | 25     | 6      |
| 2012-2013         | Norimberga II     | Reg               | 30         | 11         | -               | -               | -               | -                  | -                  | -                  | -           | -           | -           | 30     | 11     |
| Totale carriera   | Totale carriera   | Totale carriera   | 420        | 159        |                 | 19+             | 4+              |                    | 8                  | 3                  |             | -           | -           | 447+   | 166+   |

### Cronologia presenze e reti in nazionale
| Cronologia completa delle presenze e delle reti in nazionale ― Slovacchia | Cronologia completa delle presenze e delle reti in nazionale ― Slovacchia | Cronologia completa delle presenze e delle reti in nazionale ― Slovacchia | Cronologia completa delle presenze e delle reti in nazionale ― Slovacchia | Cronologia completa delle presenze e delle reti in nazionale ― Slovacchia | Cronologia completa delle presenze e delle reti in nazionale ― Slovacchia | Cronologia completa delle presenze e delle reti in nazionale ― Slovacchia | Cronologia completa delle presenze e delle reti in nazionale ― Slovacchia |
| Data                                                                      | Città                                                                     | In casa                                                                   | Risultato                                                                 | Ospiti                                                                    | Competizione                                                              | Reti                                                                      | Note                                                                      |
| ------------------------------------------------------------------------- | ------------------------------------------------------------------------- | ------------------------------------------------------------------------- | ------------------------------------------------------------------------- | ------------------------------------------------------------------------- | ------------------------------------------------------------------------- | ------------------------------------------------------------------------- | ------------------------------------------------------------------------- |
| 6-2-2002                                                                  | Teheran                                                                   | Iran                                                                      | 2 – 3                                                                     | Slovacchia                                                                | Amichevole                                                                | 1                                                                         | 46’                                                                       |
| 27-3-2002                                                                 | Graz                                                                      | Austria                                                                   | 2 – 0                                                                     | Slovacchia                                                                | Amichevole                                                                | -                                                                         | 46’ 75’                                                                   |
| 29-4-2002                                                                 | Tokyo                                                                     | Giappone                                                                  | 1 – 0                                                                     | Slovacchia                                                                | Amichevole                                                                | -                                                                         | 54’                                                                       |
| 14-5-2002                                                                 | Prešov                                                                    | Slovacchia                                                                | 4 – 1                                                                     | Uzbekistan                                                                | Amichevole                                                                | 1                                                                         | 59’                                                                       |
| 12-10-2002                                                                | Bratislava                                                                | Slovacchia                                                                | 1 – 2                                                                     | Inghilterra                                                               | Qual. Euro 2004                                                           | -                                                                         | 89’                                                                       |
| 20-11-2002                                                                | Trnava                                                                    | Slovacchia                                                                | 1 – 1                                                                     | Ucraina                                                                   | Amichevole                                                                | -                                                                         | 69’                                                                       |
| 12-2-2003                                                                 | Larnaca                                                                   | Romania                                                                   | 2 – 1                                                                     | Slovacchia                                                                | Amichevole                                                                | -                                                                         | 75’                                                                       |
| 13-2-2003                                                                 | Larnaca                                                                   | Cipro                                                                     | 1 – 3                                                                     | Slovacchia                                                                | Amichevole                                                                | -                                                                         |                                                                           |
| 2-4-2003                                                                  | Trnava                                                                    | Slovacchia                                                                | 4 – 0                                                                     | Liechtenstein                                                             | Qual. Euro 2004                                                           | -                                                                         | 81’                                                                       |
| 30-4-2003                                                                 | Žilina                                                                    | Slovacchia                                                                | 2 – 2                                                                     | Grecia                                                                    | Amichevole                                                                | -                                                                         | 71’                                                                       |
| 7-6-2003                                                                  | Bratislava                                                                | Slovacchia                                                                | 0 – 1                                                                     | Turchia                                                                   | Qual. Euro 2004                                                           | -                                                                         | 71’                                                                       |
| 11-6-2003                                                                 | Middlesbrough                                                             | Inghilterra                                                               | 2 – 1                                                                     | Slovacchia                                                                | Qual. Euro 2004                                                           | -                                                                         | 56’                                                                       |
| 10-9-2003                                                                 | Žilina                                                                    | Slovacchia                                                                | 1 – 1                                                                     | Macedonia                                                                 | Qual. Euro 2004                                                           | -                                                                         | 72’                                                                       |
| 31-3-2004                                                                 | Bratislava                                                                | Slovacchia                                                                | 1 – 1                                                                     | Austria                                                                   | Amichevole                                                                | 1                                                                         | 46’                                                                       |
| 28-4-2004                                                                 | Kiev                                                                      | Ucraina                                                                   | 1 – 1                                                                     | Slovacchia                                                                | Amichevole                                                                | -                                                                         | 46’                                                                       |
| 18-8-2004                                                                 | Bratislava                                                                | Slovacchia                                                                | 3 – 1                                                                     | Lussemburgo                                                               | Qual. Mondiali 2006                                                       | -                                                                         |                                                                           |
| 4-9-2004                                                                  | Mosca                                                                     | Russia                                                                    | 1 – 1                                                                     | Slovacchia                                                                | Qual. Mondiali 2006                                                       | -                                                                         |                                                                           |
| 8-9-2004                                                                  | Bratislava                                                                | Slovacchia                                                                | 7 – 0                                                                     | Liechtenstein                                                             | Qual. Mondiali 2006                                                       | 1                                                                         |                                                                           |
| 9-10-2004                                                                 | Bratislava                                                                | Slovacchia                                                                | 4 – 1                                                                     | Lettonia                                                                  | Qual. Mondiali 2006                                                       | -                                                                         | 46’                                                                       |
| 17-11-2004                                                                | Trnava                                                                    | Slovacchia                                                                | 0 – 0                                                                     | Slovenia                                                                  | Amichevole                                                                | -                                                                         |                                                                           |
| 9-2-2005                                                                  | Larnaca                                                                   | Slovacchia                                                                | 2 – 2                                                                     | Romania                                                                   | Amichevole                                                                | -                                                                         | 77’                                                                       |
| 26-3-2005                                                                 | Tallinn                                                                   | Estonia                                                                   | 1 – 2                                                                     | Slovacchia                                                                | Qual. Mondiali 2006                                                       | 1                                                                         |                                                                           |
| 30-3-2005                                                                 | Bratislava                                                                | Slovacchia                                                                | 1 – 1                                                                     | Portogallo                                                                | Qual. Mondiali 2006                                                       | -                                                                         |                                                                           |
| 4-6-2005                                                                  | Lisbona                                                                   | Portogallo                                                                | 2 – 0                                                                     | Slovacchia                                                                | Qual. Mondiali 2006                                                       | -                                                                         |                                                                           |
| 8-6-2005                                                                  | Lussemburgo                                                               | Lussemburgo                                                               | 0 – 4                                                                     | Slovacchia                                                                | Qual. Mondiali 2006                                                       | 1                                                                         |                                                                           |
| 17-8-2005                                                                 | Vaduz                                                                     | Liechtenstein                                                             | 0 – 0                                                                     | Slovacchia                                                                | Qual. Mondiali 2006                                                       | -                                                                         |                                                                           |
| 3-9-2005                                                                  | Bratislava                                                                | Slovacchia                                                                | 2 – 0                                                                     | Germania                                                                  | Amichevole                                                                | -                                                                         | 46’                                                                       |
| 7-9-2005                                                                  | Riga                                                                      | Lettonia                                                                  | 1 – 1                                                                     | Slovacchia                                                                | Qual. Mondiali 2006                                                       | -                                                                         | 65’                                                                       |
| 2-9-2006                                                                  | Bratislava                                                                | Slovacchia                                                                | 6 – 1                                                                     | Cipro                                                                     | Qual. Euro 2008                                                           | 2                                                                         |                                                                           |
| 6-9-2006                                                                  | Bratislava                                                                | Slovacchia                                                                | 0 – 3                                                                     | Rep. Ceca                                                                 | Qual. Euro 2008                                                           | -                                                                         |                                                                           |
| 7-10-2006                                                                 | Cardiff                                                                   | Galles                                                                    | 1 – 5                                                                     | Slovacchia                                                                | Qual. Euro 2008                                                           | 2                                                                         | 71’                                                                       |
| 11-10-2006                                                                | Bratislava                                                                | Slovacchia                                                                | 1 – 4                                                                     | Germania                                                                  | Qual. Euro 2008                                                           | -                                                                         |                                                                           |
| 15-11-2006                                                                | Žilina                                                                    | Slovacchia                                                                | 3 – 1                                                                     | Bulgaria                                                                  | Amichevole                                                                | 1                                                                         | cap. 61’                                                                  |
| 22-8-2007                                                                 | Trnava                                                                    | Slovacchia                                                                | 0 – 1                                                                     | Francia                                                                   | Amichevole                                                                | -                                                                         | 46’                                                                       |
| 8-9-2007                                                                  | Bratislava                                                                | Slovacchia                                                                | 2 – 2                                                                     | Irlanda                                                                   | Qual. Euro 2008                                                           | -                                                                         | cap.                                                                      |
| 12-9-2007                                                                 | Trnava                                                                    | Slovacchia                                                                | 2 – 5                                                                     | Galles                                                                    | Qual. Euro 2008                                                           | 2                                                                         | cap.                                                                      |
| 17-11-2007                                                                | Praga                                                                     | Rep. Ceca                                                                 | 3 – 1                                                                     | Slovacchia                                                                | Qual. Euro 2008                                                           | -                                                                         | cap. 67’                                                                  |
| 6-2-2008                                                                  | Limassol                                                                  | Ungheria                                                                  | 1 – 1                                                                     | Slovacchia                                                                | Amichevole                                                                | -                                                                         | cap.                                                                      |
| 26-3-2008                                                                 | Zlaté Moravce                                                             | Slovacchia                                                                | 1 – 2                                                                     | Islanda                                                                   | Amichevole                                                                | 1                                                                         | 46’                                                                       |
| 20-5-2008                                                                 | Bielefeld                                                                 | Turchia                                                                   | 1 – 0                                                                     | Slovacchia                                                                | Amichevole                                                                | -                                                                         | 67’                                                                       |
| 24-5-2008                                                                 | Lugano                                                                    | Svizzera                                                                  | 2 – 0                                                                     | Slovacchia                                                                | Amichevole                                                                | -                                                                         | 71’                                                                       |
| 20-8-2008                                                                 | Bratislava                                                                | Slovacchia                                                                | 0 – 2                                                                     | Grecia                                                                    | Amichevole                                                                | -                                                                         | 60’                                                                       |
| 6-9-2008                                                                  | Bratislava                                                                | Slovacchia                                                                | 2 – 1                                                                     | Irlanda del Nord                                                          | Qual. Mondiali 2010                                                       | -                                                                         | 84’                                                                       |
| 11-10-2008                                                                | Serravalle                                                                | San Marino                                                                | 1 – 3                                                                     | Slovacchia                                                                | Qual. Mondiali 2010                                                       | -                                                                         | 62’                                                                       |
| 28-3-2009                                                                 | Londra                                                                    | Inghilterra                                                               | 4 – 0                                                                     | Slovacchia                                                                | Amichevole                                                                | -                                                                         | 79’                                                                       |
| Totale                                                                    |                                                                           | Presenze                                                                  | 45                                                                        |                                                                           | Reti (6º posto)                                                           | 14                                                                        |                                                                           |

### Statistiche da allenatore

#### Nazionale
Statistiche aggiornate al 9 luglio 2022.
| Squadra           | Naz                   | dal               | al                | Record | Record | Record | Record | Record | Record | Record | Record     |
| Squadra           | Naz                   | dal               | al                | G      | V      | N      | P      | GF     | GS     | DR     | % Vittorie |
| ----------------- | --------------------- | ----------------- | ----------------- | ------ | ------ | ------ | ------ | ------ | ------ | ------ | ---------- |
| Slovacchia        | Slovacchia (bandiera) | 7 giugno 2022     | 9 luglio 2022     | 2      | 1      | 0      | 1      | 2      | 2      | +0     | 50,00      |
| Totale Slovacchia | Totale Slovacchia     | Totale Slovacchia | Totale Slovacchia | 2      | 1      | 0      | 1      | 2      | 2      | −0     | 50,00      |

#### Nazionale nel dettaglio
| giu.-lug. 2022    | Slovacchia        | UEFA Nations League 2022-2023 | Sub, (Ad interim) | 2 | 1 | 0 | 1 | 50,00 | 2 | 2 | 0 |
| Totale Slovacchia | Totale Slovacchia | Totale Slovacchia             | Totale Slovacchia | 2 | 1 | 0 | 1 | 50,00 | 2 | 2 | 0 |

#### Panchine da commissario tecnico della nazionale slovacca
| Cronologia completa delle presenze e delle reti in nazionale ― Slovacchia | Cronologia completa delle presenze e delle reti in nazionale ― Slovacchia | Cronologia completa delle presenze e delle reti in nazionale ― Slovacchia | Cronologia completa delle presenze e delle reti in nazionale ― Slovacchia | Cronologia completa delle presenze e delle reti in nazionale ― Slovacchia | Cronologia completa delle presenze e delle reti in nazionale ― Slovacchia | Cronologia completa delle presenze e delle reti in nazionale ― Slovacchia | Cronologia completa delle presenze e delle reti in nazionale ― Slovacchia |
| Data                                                                      | Città                                                                     | In casa                                                                   | Risultato                                                                 | Ospiti                                                                    | Competizione                                                              | Reti                                                                      | Note                                                                      |
| ------------------------------------------------------------------------- | ------------------------------------------------------------------------- | ------------------------------------------------------------------------- | ------------------------------------------------------------------------- | ------------------------------------------------------------------------- | ------------------------------------------------------------------------- | ------------------------------------------------------------------------- | ------------------------------------------------------------------------- |
| 10-6-2022                                                                 | Baku                                                                      | Azerbaigian                                                               | 0 – 1                                                                     | Slovacchia                                                                | UEFA Nations League 2022-2023 - Lega C                                    | Vladimír Weiss                                                            | Cap: P.Pekarík                                                            |
| 13-6-2022                                                                 | Astana                                                                    | Kazakistan                                                                | 2 – 1                                                                     | Slovacchia                                                                | UEFA Nations League 2022-2023 - Lega C                                    | Albert Rusnák                                                             | Cap: J.Kucka                                                              |
| Totale                                                                    |                                                                           | Presenze                                                                  | 2                                                                         |                                                                           | Reti                                                                      | 2                                                                         |                                                                           |

## Palmarès

### Giocatore

#### Club
- Campionato slovacco: 2

Žilina: 2001-2002, 2002-2003
- Campionato tedesco di seconda divisione: 1

Norimberga: 2003-2004
- Coppa di Germania: 1

Norimberga: 2006-2007

#### Individuale
- Calciatore slovacco dell'anno: 2

2004, 2005
- Capocannoniere della Corgoň Liga: 2

2001-2002 (21 gol), 2002-2003 (20 gol, assieme a Martin Fabuš)
- Capocannoniere della 2. Fußball-Bundesliga: 2

2003-2004 (18 gol assieme a Francisco Copado), 2008-2009 (16 gol assieme a Benjamin Auer e Cédric Makiadi)
- Capocannoniere della Bundesliga: 1

2004-2005 (24 gol)